# Elymus clivorum
Elymus clivorum är en gräsart som beskrevs av Aleksandre Melderis. Elymus clivorum ingår i släktet elmar, och familjen gräs. Inga underarter finns listade i Catalogue of Life.